# Superman (film 1941)
Superman è un film del 1941 diretto da Dave Fleischer.
È il primo cortometraggio d'animazione dell'omonima serie con protagonista l'omonimo personaggio dei fumetti DC Comics, prodotto dai Fleischer Studios e uscito negli Stati Uniti il 26 settembre 1941, distribuito dalla Paramount Pictures. È conosciuto anche col titolo The Mad Scientist. Fu candidato per l'Oscar al miglior cortometraggio d'animazione ai premi Oscar 1942, perdendo a favore del film Disney Porgimi la zampa, e nel 1994 si classificò al 33º posto nel libro di Jerry Beck The 50 Greatest Cartoons.
Superman e gli altri sedici cortometraggi della serie divennero di pubblico dominio quando la DC Comics non riuscì a rinnovare i loro diritti d'autore tra la fine degli anni sessanta e i primi anni settanta. I diritti accessori, così come i master originali, appartengono tuttavia alla Warner Bros.

## Trama
Poco prima dell'esplosione di Krypton a causa di una serie di terremoti, uno dei principali scienziati del pianeta mette suo figlio neonato in una navetta diretta verso la Terra. Dopo l'atterraggio, un automobilista di passaggio trova il bambino e lo porta in un orfanotrofio, dove viene chiamato Clark Kent. Col passare degli anni Clark si trova in possesso di incredibili poteri fisici, acquisendo velocità e forza sovrumane e la capacità di volare. Decide quindi di usare i suoi poteri al servizio di verità e giustizia con il nome di Superman, mantenendo comunque l'identità del mite Clark Kent e lavorando come reporter al Daily Planet.
Proprio al Daily Planet, l'editore Perry White rivela a Clark e alla collega Lois Lane che il malvagio Scienziato Pazzo ha inviato al giornale una lettera minatoria in cui annuncia che utilizzerà il suo "raggio elettroletale" a mezzanotte. White incarica i due reporter di occuparsi del caso, ma Lois preferisce fare da sola e si reca con un aereo privato in una località sconosciuta sulla cima di una montagna, dove si trova il laboratorio del cattivo che si sta preparando a sparare con la sua arma futuristica. Al suo arrivo, Lois viene legata e imbavagliata, quindi lo scienziato dimostra il potere del raggio distruggendo un ponte. Gli altri giornalisti apprendono del disastro alla radio, così Clark va in un magazzino, si "trasforma" in Superman e vola via.
Lo Scienziato Pazzo usa poi il raggio per indebolire le fondamenta del grattacielo del Daily Planet, facendolo inclinare. Fortunatamente, Superman arriva in tempo e impedisce all'edificio di cadere, raddrizzandolo. Poi, resistendo alla potenza del raggio, annoda l'arma e ne provoca l'esplosione. Poco prima che il laboratorio salti in aria, Superman salva Lois e lo scienziato e porta quest'ultimo in prigione. La storia viene raccontata in un articolo da Lois, che risponde ai complimenti di White affermando che lo scoop è merito di Superman.

## Produzione
Nei primi mesi del 1941, la Paramount Pictures acquistò i diritti cinematografici su Superman, creato da Jerry Siegel e Joe Shuster. La Paramount propose l'idea di produrre una serie sul personaggio al suo studio di animazione, i Fleischer Studios. Il co-proprietario Dave Fleischer non voleva assumersi il compito di produrre una serie così impegnativa, quindi chiese alla Paramount un ridicolmente alto budget di 100.000 dollari cadauno (sei volte il costo di un corto in bianco e nero della serie Braccio di Ferro), sperando di far cambiare idea alla major. Con sua grande sorpresa, la Paramount negoziò al ribasso per un costo di produzione di 50.000 dollari per il primo cartone animato e 30.000 per i successivi, e Max e Dave iniziarono a lavorare sul primo corto della serie, Superman.
Steve Muffati fu messo a capo dell'animazione di Superman, servendo de facto come regista in quanto Dave Fleischer aveva le funzioni tipicamente attribuite a un produttore cinematografico. Superman fu prodotto con la stessa cura e attenzione al dettaglio che la Fleischer aveva dato al suo primo lungometraggio, I viaggi di Gulliver (1939). Mentre alcune delle scene del cartone animato fanno uso del rotoscope, un'invenzione di Max Fleischer che permetteva di ricalcare i disegni dal live action, altre furono prodotte basandosi su bozze ispirate da modelli reali in posa. La maggior parte degli animatori di personaggi della Fleischer animavano esseri umani e animali caricaturali, e gli assistenti animatori avevano il compito di mantenere le proporzioni realistiche delle figure. Ombre, elaborati effetti speciali animati e layout dettagliati contribuirono all'attenzione per i dettagli visibile in Superman e i suoi seguiti.

## Distribuzione

### Edizione italiana
Non essendo mai arrivato nei cinema italiani, il corto fu doppiato più volte in italiano a seconda del committente dopo la scadenza dei diritti. Il primo doppiaggio ufficiale fu tuttavia realizzato nel 2009 per l'inclusione nella raccolta DVD Warner Bros. Home Entertainment: Collezione Oscar d'Animazione (in precedenza la Warner l'aveva sempre presentato in lingua originale con sottotitoli). Non essendo stata registrata una colonna sonora senza dialoghi, essa fu interamente sostituita con una sua versione sintetizzata.

### Edizioni home video
Poiché di pubblico dominio, il corto è incluso in numerose raccolte VHS e DVD non ufficiali, in pessima qualità audio e video. La Warner lo ha inserito come contenuto speciale, in lingua originale con sottotitoli, nell'edizione a quattro dischi DVD di Superman e nel disco 3 del cofanetto Blu-ray Disc Superman Motion Picture Anthology 1978-2006. È inoltre incluso (con doppiaggi in altre lingue) nel disco 2 della raccolta DVD Warner Bros. Home Entertainment: Collezione Oscar d'animazione, dove è possibile vederlo anche con un commento audio (non sottotitolato) di Paul Dini.